# Jaroslav Kadlec
Jaroslav Kadlec (10. března 1911 Dolní Cerekev – 3. ledna 2004 Stará Boleslav) byl český katolický kněz a historik specializující se na české církevní dějiny.

## Studium
Pocházel z rodiny rolníka Františka Kadlece a jeho manželky Marie, hospodařící v Dolní Cerekvi. Absolvoval Jirsíkovo státní gymnasium v Českých Budějovicích, kde maturoval v roce 1929. Ke kněžství se připravoval na diecézním bohosloveckém učilišti v Českých Budějovicích v letech 1930–1934. V roce 1934 byl vysvěcen na kněze a začal působit v pastoraci. Ve studiu dále pokračoval na bohoslovecké fakultě Karlovy univerzity v Praze a po obhájení disertační práce s názvem Vzkříšení z mrtvých ve Starém a Novém Zákoně u prof. ThDr. Františka Dvorníka získal 10. února 1938 doktorát teologie. Promován byl 16. února 1938.

## Akademická dráha
Od 1. července 1941 do 30. dubna 1947 byl profesorem církevních dějin na diecézním bohosloveckém učilišti v Českých Budějovicích. 12. dubna 1947 byl jmenován na bohoslovecké fakultě Karlovy univerzity v Praze asistentem, s účinností od 1. května 1947 do 30. dubna 1949. Jeho jmenování asistentem se pak opakovalo 19. května 1949, kdy byl jmenován pro období od 1. května 1949 do 30. dubna 1951. Byl pověřen přednáškami československých církevních dějin. 16. května 1947 habilitoval pro obor českých církevních dějin spisem Ponížení Svaté Koruny. Spis byl schválen Ministerstvem školství 4. září 1947. Dne 17. prosince 1949 byl navržen na jmenování mimořádným profesorem pro obor československých církevních dějin, na základě spisu Dějiny kláštera Svaté Koruny. Ke jmenování však již nedošlo. Jeho působení na bohoslovecké fakultě Karlovy univerzity v Praze bylo ukončeno 30. září 1950.

## Období persekucí
Po působení na univerzitě odešel tedy zpět do pastorace, v níž působil v letech 1950–1952. Na Cyrilometodějské bohoslovecké fakultě v Litoměřicích, kam se z Prahy fakulta přestěhovala, byl jako kaplan, na základě smlouvy o dílo, a soukromě působil v letech 1952–1955. V roce 1955 přišel o státní souhlas a nastoupil do dělnické profese. Další smlouvu o dílo uzavřel v Československé akademii věd, kde působil v letech 1955–1957. Pro své kněžské aktivity byl komunistickým režimem vězněn od 18. července 1957 do 18. ledna 1960. Po propuštění působl v letech 1960–1968 v dělnické profesi. V roce 1968 se mohl vrátit do pastorace, v níž působil do roku 1969.

## Návrat do akademického prostředí
Dne 23. dubna 1969 byl jmenován na Římskokatolické Cyrilometodějské bohoslovecké fakultě v Praze se sídlem v Litoměřicích docentem pro obor české církevní dějiny, s účinností od 1. dubna 1969. Dne 1. července 1970 byl navržen na jmenování profesorem pro obor všeobecných církevních dějin a vedoucím katedry historicko-právní. Rozhodnutím Ministerstva kultury ze dne 2. srpna 1971 nebylo schváleno jeho jmenování profesorem. Dne 9. ledna 1973 byl jmenován na CMBF vedoucím katedry historicko-právní, s účinností od 1. ledna 1973. Dne 5. září 1973 byl na CMBF navržen na jmenování profesorem pro obor všeobecných církevních dějin; 20. června 1974 byl jmenován profesorem pro obor všeobecných církevních dějin, s účinností od 1. dubna 1974. Dne 29. srpna 1974 rozhodnutím Ministerstva kultury byl odvolán z funkce vedoucího katedry historicko-právní, s účinností od 31. srpna 1974. Jeho působení na Římskokatolické Cyrilomtodějské bohoslovecké fakultě bylo ukončeno 31. prosince 1974 odchodem do důchodu.

## Aktivita v důchodovém věku
Dne 4. ledna 1990 byl jmenován na Římskokatolické Cyrilometodějské bohoslovecké fakultě v Praze se sídlem v Litoměřicích externím učitelem církevních dějin, s účinností od 1. ledna 1990. Dne 25. května 1990 byl přijat jako profesor církevních dějin do pracovního poměru na Katolickou teologickou fakultu Univerzity Karlovy v Praze na dobu určitou. Toto přijetí pak bylo opakovaně obnovováno až do 30. června 1998. Byl jmenován čestným prelátem jeho Svatosti, stal se proboštem kolegiátní kapituly Všech svatých na Hradě Pražském.
Ke konci své spisovatelské kariéry se věnoval tématům spojenými s rodnou českobudějovickou diecézí. K příležitosti obnovení pomníku čtvrtého českobudějovického biskupa Jana Valeriána Jirsíka před katedrálou svatého Mikuláše vydal v roce 1993 monografii o Jirsíkově životě.
Zemřel v Charitním domově sv. Václava pro duchovní ve Staré Boleslavi v sobotu 3. ledna 2004 ve věku 92 let. Poslední rozloučení s ním proběhlo ve farním kostele v Horní Cerekvi v sobotu 10. ledna 2004 v 10 hodin a poté bylo jeho tělo uloženo do hrobu na hřbitově v Dolní Cerekvi.